# Сага о Хельги сыне Халльварда
Сага о Хельги сыне Халльварда (исл. Helga saga Hallvarðssonar) — одна из «саг об исландцах», относящаяся к циклу саг Городищенского фьорда.
В центре повествования распря между двумя бондами Городищенского фьорда — Хельги и Аудуном. Последний посватался к дочери Халльварда и получил отказ; тогда он сжёг дом Халльварда вместе с хозяином и большей частью домочадцев, но Хельги спасся и позже убил Аудуна. Потом он убил брата Аудуна по имени Стейнгрим, предпринял поездку в Норвегию к Харальду Суровому, где победил в поединке негра конунга (Харальд назвал это «большим подвигом»), получил в подарок корабль и вернулся в Исландию. Там он пал в бою с превосходящими числом родичами Аудуна.
Герой саги отличается необыкновенной силой и воинской доблестью. Сражаясь с многочисленными врагами, он всегда убивает очень многих: в бою с Аудуном восьмерых, в бою со Стейнгримом — двенадцать человек, в последнем бою — тринадцать (для сравнения: Торгейр Хаварссон, знаменитый боец, убил тринадцать человек за всю жизнь). При этом в саге отсутствуют какие-либо юридические мотивы, нет хронологических и генеалогических привязок к событиям, известным по другим сагам. В тексте фигурирует Снорри Годи, но он не был современником правления Харальда Сурового. По-видимому, его упоминание в тексте — попытка включить описываемые события в общеисландский контекст, причём не слишком удачная.
«Сагу о Хельги сыне Халльварда» относят к числу саг, записанных поздно. С точки зрения сюжета её можно отнести к «рассказам о богатырях». Сага была впервые опубликована в XX веке.